# Noyen-sur-Sarthe
Noyen-sur-Sarthe és un municipi francès situat al departament del Sarthe i a la regió de País del Loira. L'any 2007 tenia 2.533 habitants.

## Demografia

### Població
El 2007 la població de fet de Noyen-sur-Sarthe era de 2.533 persones. Hi havia 1.105 famílies de les quals 372 eren unipersonals (132 homes vivint sols i 240 dones vivint soles), 349 parelles sense fills, 320 parelles amb fills i 64 famílies monoparentals amb fills.
La població ha evolucionat segons el següent gràfic:
Habitants censats

### Habitatges
El 2007 hi havia 1.346 habitatges, 1.126 eren l'habitatge principal de la família, 118 eren segones residències i 102 estaven desocupats. 1.145 eren cases i 120 eren apartaments. Dels 1.126 habitatges principals, 730 estaven ocupats pels seus propietaris, 381 estaven llogats i ocupats pels llogaters i 15 estaven cedits a títol gratuït; 85 tenien una cambra, 68 en tenien dues, 233 en tenien tres, 288 en tenien quatre i 452 en tenien cinc o més. 705 habitatges disposaven pel capbaix d'una plaça de pàrquing. A 491 habitatges hi havia un automòbil i a 427 n'hi havia dos o més.

### Piràmide de població
La piràmide de població per edats i sexe el 2009 era:
| Homes | Edats   | Dones |
| ----- | ------- | ----- |
| 0     | 95 o +  | 4     |
| 0     | 90 a 94 | 16    |
| 24    | 85 a 89 | 36    |
| 4     | 80 a 84 | 40    |
| 44    | 75 a 79 | 72    |
| 72    | 70 a 74 | 92    |
| 68    | 65 a 69 | 84    |
| 68    | 60 a 64 | 88    |
| 56    | 55 a 59 | 64    |
| 60    | 50 a 54 | 60    |
| 104   | 45 a 49 | 64    |
| 48    | 40 a 44 | 72    |
| 108   | 35 a 39 | 64    |
| 56    | 30 a 34 | 84    |
| 100   | 25 a 29 | 48    |
| 64    | 20 a 24 | 64    |
| 40    | 15 a 19 | 44    |
| 56    | 10 a 14 | 72    |
| 64    | 5 a 9   | 64    |
| 48    | 0 a 4   | 60    |

## Economia
El 2007 la població en edat de treballar era de 1.492 persones, 1.096 eren actives i 396 eren inactives. De les 1.096 persones actives 1.003 estaven ocupades (548 homes i 455 dones) i 93 estaven aturades (30 homes i 63 dones). De les 396 persones inactives 174 estaven jubilades, 101 estaven estudiant i 121 estaven classificades com a «altres inactius».

### Ingressos
El 2009 a Noyen-sur-Sarthe hi havia 1.142 unitats fiscals que integraven 2.618 persones, la mediana anual d'ingressos fiscals per persona era de 16.469 €.

### Activitats econòmiques
Dels 85  establiments que hi havia el 2007, 2 eren d'empreses extractives, 5 d'empreses alimentàries, 3 d'empreses de fabricació d'altres productes industrials, 13 d'empreses de construcció, 19 d'empreses de comerç i reparació d'automòbils, 7 d'empreses de transport, 8 d'empreses d'hostatgeria i restauració, 2 d'empreses d'informació i comunicació, 6 d'empreses financeres, 3 d'empreses immobiliàries, 2 d'empreses de serveis, 7 d'entitats de l'administració pública i 8 d'empreses classificades com a «altres activitats de serveis».
Dels 31 establiments de servei als particulars que hi havia el 2009, 1 era una gendarmeria, 1 oficina de correu, 3 oficines bancàries, 3 tallers de reparació d'automòbils i de material agrícola, 1 paleta, 3 guixaires pintors, 5 fusteries, 2 lampisteries, 1 electricista, 5 perruqueries, 3 restaurants, 2 agències immobiliàries i 1 saló de bellesa.
Dels 11 establiments comercials que hi havia el 2009, 1 era un supermercat, 1 una botiga de més de 120 m², 3 fleques, 2 carnisseries, 1 una llibreria, 1 una sabateria, 1 una botiga de material esportiu i 1 una floristeria.
L'any 2000 a Noyen-sur-Sarthe hi havia 42 explotacions agrícoles que ocupaven un total de 2.470 hectàrees.

## Equipaments sanitaris i escolars
L'únic equipament sanitari que hi havia el 2009 era una farmàcia.
El 2009 hi havia 1 escola maternal i 2 escoles elementals.

## Poblacions més properes
El següent diagrama mostra les poblacions més properes.